# NGC 3925
NGC 3925 est une galaxie lenticulaire située dans la constellation du Lion. NGC 3925 a été découverte par l'astronome prussien Heinrich d'Arrest en 1863.

## Caractéristiques
Sa vitesse par rapport au fond diffus cosmologique est de 8 259 ± 35 km/s, ce qui correspond à une distance de Hubble de 121,8 ± 8,5 Mpc (∼397 millions d'al). 
Aucun bras spiral n'est visible sur l'image obtenue des données de l'étude SDSS. La seule classification qui semble s'appliquer à cette galaxie est celle donnée par la base de données NASA/IPAC, soit une galaxie lenticulaire.
NGC 3925 est une galaxie à noyau passif (passive nucleus PAS)